# Ленгник, Фридрих Вильгельмович
Фридрих Вильгельмович Ленгник (партийные клички Зарин, Курц, Васильев, «Кол»; 12 [24] января 1873 или 24 января 1873, Гробиня, Курляндская губерния — 29 ноября 1936, Москва) — советский партийный и государственный деятель, организатор профессионального образования в РСФСР. Член РСДРП с 1893 года.

## Биография
Родился в семье учителя в 1873 году в Курляндской губернии (ныне Латвия).

### Образование
После окончания среднего учебного заведения в г. Екатеринославе поступил в Петербургский Технологический институт, который окончил в 1896 году.

### Деятельность до революции
В Петербурге начал с 1893 года принимать участие в революционном рабочем движении, когда вступил в социал-демократический «кружок молодых». В 1896 году был арестован как член «Союза борьбы за освобождение рабочего класса» и как один из руководителей забастовки ткачей в мае 1896 года. Просидев под стражей около двух лет сначала в Петербурге, в Доме предварительного заключения и в Петропавловской крепости, а затем в Бутырской пересыльной тюрьме в Москве — в 1898 году был выслан на три года в Восточную Сибирь, в село Казачинское Енисейской губернии, откуда через год был переведён в село Тесинское Минусинского уезда, а затем на станцию Иланскую Сибирской железной дороги, где и пробыл до 1901 года.
Ленгник был одним из семнадцати ссыльных марксистов, подписавших составленный Лениным «Протест российских социал-демократов» против «Кредо» Кусковой.
После ссылки — уехал в Европейскую Россию, сперва в Екатеринослав, затем Самару и в Киев, состоя членом организации «Искра» и членом Организационного Комитета по созыву II Съезда партии. В 1903 году, после 2-го Съезда партии, на котором был избран членом первого большевистского ЦК, поехал в Швейцарию, в Женеву, где в качестве члена ЦК пробыл до весны 1904 года, являясь заграничным представителем ЦК и членом совета партии от Центрального комитета.
После возвращении из-за границы работал нелегально в Москве и под фамилией Артур Циглер, был арестован летом 1904 года вместе с Бауманом и Стасовой по делу Северного бюро Центрального комитета партии. Весной 1905 года, после годичного тюремного заключения, ввиду тяжёлой болезни лёгких, был освобождён либеральствующей судебной властью на поруки до суда и, во избежание грозящего нового ареста, бежал за границу, где должен был продолжительное время лечиться в Давосе (Швейцария) от туберкулёза лёгких. По возвращении в Россию в 1907 году, после общей амнистии 1905 года, жил в разных городах России — Ревеле, Екатеринославе, Александровске, Новочеркасске (работал в 1908−1913 годах, был приват-доцентом в Донском политехническом институте, преподавал начертательную геометрию и техническое черчение), Москве, Петербурге под настоящей своей фамилией, преследуемый царской жандармерией и будучи вынужден переезжать из города в город, переходить от одного занятия к другому, чтобы избавляться этим путём от назойливого внимания жандармов, контролировавших каждый шаг, каждое движение.

### После революции
После Октябрьской революции, которая застала его в Петрограде, работал в Наркомпросе, в ВСНХ, затем опять в Наркомпросе (членом коллегии Наркомпроса), в Наркомвнешторге (членом коллегии Наркомвнешторга).
Делегат XII, XIII, XIV, XV и XVI съездов партии. В 1923—1930 являлся членом ЦКК РКП(б). С 1923 года — член коллегии Наркомата Рабоче-крестьянской инспекции СССР. В 1926—1930 — член Президиума ЦКК ВКП(б), одновременно член коллегии Наркомата РКИ СССР и начальник Центральной инспекции транспорта и связи.
В 1928—1932 годах — председатель Всесоюзного комитета по стандартизации при Совете Труда и Обороны. С 1932 — заместитель председателя Всесоюзного общества старых большевиков. С 1934 года работал преподавателем в Новочеркасском Индустриальном институте им. Серго Орджоникидзе и в Комиссии Партийного Контроля при ЦК ВКП(б).
Около полугода работал в должности директора Музея Революции СССР — до 21 декабря 1934 года.

## Похороны
Тело Ленгника было кремировано и урна с его прахом утром 2 декабря 1936 года была выставлена для прощания в здании ЦИК СССР. В 16:00 друзья и близкие покойного, под звуки траурного марша, вынесли урну с прахом на Красную площадь и установили на катафалк. Похоронная процессия по улицам Москвы направилась к Новодевичьему кладбищу, где состоялся траурный митинг. От имени ЦК ВКП(б) с прощальным словом выступил Ем. Ярославский, от имени Московского областного и городского комитетов ВКП(б) выступила Евгения Коган.
Урна с прахом размещена в колумбарии №1 в стене Новодевичьего монастыря.

## Память
- На корпусе НТУУ «КПИ» (Киев) установлена мемориальная доска: «В этом здании, в 1902 г. на кафедре гидравлики политехнического института работал видный деятель большевистской партии агент ленинской Искры Фридрих Вильгельмович Ленгник 1873—1936».
- На главном корпусе ЮРГПУ (НПИ) имеется мемориальная доска с барельефным портретом: «В Новочеркасском политехническом институте с 1908 по 1913 г. работал выдающийся революционер-большевик Фридрих Вильгельмович Ленгник. 1873—1936»[11].
- На кафедре инженерной и компьютерной графики ЮРГТУ (НПИ) имеется мемориальная доска: «Кафедра начертательной геометрии и графики им. Ф. В. Ленгника. Ф. В. Ленгник — соратник В. И. Ленина, преподавал в институте начертательную геометрию и техническое черчение с 1908 по 1913 г.»[11].
- На доме в Новочеркасске по ул. Ленгника, 23 имеется мемориальная доска: «Дом, где с 1908 по 1913 г. жил видный деятель большевистской партии Ф. В. Ленгник, проводивший революционную работу на Дону по заданию В. И. Ленина»[11].
- Именем Ф. В. Ленгника названа улица в подмосковном посёлке Кратово.

- Мемориальные доски
- В Киеве
- На доме в Новочеркасске, где жил Ф. В. Ленгник
- На Главном корпусе ЮРГТУ (НПИ)